# Гузенбауэр, Альфред
Альфред Гузенбауэр (нем. Alfred Gusenbauer, родился 8 февраля 1960) — австрийский политический деятель, Федеральный канцлер Австрии в январе 2007 — декабре 2008. Лидер Социал-демократической партии Австрии в 2000—2008 гг.

## Биография
Родился в рабочей семье. Начальную школу посещал в городе Ибс на Дунае. В 1978 году окончил гимназию в Визельбурге и поступил на юридический факультет Венского университета. Изучал политологию и философию. Докторскую диссертацию защитил (в 1987 году) по теме «Австрийское движение в защиту мира: деятели, структуры, активность в период с 1980 по 1986 год» (в восточно-западном контексте). Кроме родного немецкого свободно владеет латынью, итальянским, французским, английским и испанским языками, прекрасно знает мировую литературу, высоко ценит русских авторов (любимый писатель — И. Тургенев). Читает лекции по теме «Реальная политика институтов ЕС в разрезе политологии» студентам Австрии и США, выступает с гостевыми лекциями в университетах других стран.
С 1981 года Гузенбауэр принимает активное участие в работе СПА.
С 1984 по 1990 год возглавлял Союз социалистической молодежи Австрии.
С 1985 по 1989 был вице-президентом Социалистического интернационала молодежи.
В 1989 году стал вице-президентом Социалистического Интернационала.
С 1995 по 1998 был председателем Социальной комиссии собрания парламента Европейского Совета.
С 2000 по 2007 возглавлял фракцию СПА в Австрийском парламенте.
С конца 2008 до середины 2009 возглавлял отделение по вопросам Европы при Палате по защите прав рабочих и служащих Нижней Австрии.
С 2000 до 2008 — председатель СПА.
С января 2007 до декабря 2008 — федеральный канцлер Австрии.
Несмотря на то, что во время выборов в Национальный Совет 2002 СПА удалось получить 4 дополнительных мандата и выйти на первое место, переговоры об образовании коалиционного правительства с НПА (ÖVP — Народной партией Австрии) закончились неудачей по той причине, что НПА выдвинула условия, идущие вразрез с социальной политикой СПА. Поскольку альтернативное решение — вступление в коалицию с ультраправой ПСА (FPÖ — Партия свободы Австрии) — для СПА было неприемлемо, ей пришлось уйти в оппозицию и правительство возглавила НПА в коалиции с ПСА, что потянуло за собой демонстрации протеста и бойкот Австрии со стороны европейских государств.
В результате выборов в Национальный Совет 2006 СПА набрала 35,34 % голосов и — по установившейся традиции последних десятилетий — снова вышла на первое место и возглавила так называемую Большую коалицию. В дальнейшей работе правительства все начинания СПА неизменно блокировалось со стороны НПА, и прежде всего в том, что касалось ликвидации введенной НПА в прошлом легислатурном периоде платы за обучение в университетах, расторжения заключенного НПА контракта на покупку дорогостоящих истребителей спорной необходимости для Австрии и урезания бюджетных средств, необходимых для удовлетворения социальных потребностей населения страны. Все это вело к непрестанным спорам между партнерами. 7 июля 2008 вице-канцлер и шеф НПА Вильгельм Мольтерер объявил о разрыве коалиции и потребовал новых выборов.
Алфред Гузенбауэр от участия в новых выборах отказался.
Покинув политическое поприще, Альфред Гузенбауэр основал единоличную компанию «Gusenbauer Projektentwicklung & Beteiligung GmbH».
С лета 2009 года работает консультантом по вопросам Восточной Европы при медиальной группе WAZ-Mediengruppe (в которую среди прочего входят газеты Kronen Zeitung и Kurier).
С 31 июля 2009 по 1 мая 2010 — член наблюдательной комиссии компании Alpine Holding GmbH.
С 17 сентября 2009 — член наблюдательного совета компании SIGNA-RECAP Holding AG.
С осени 2009 — директор чилийского инвестиционного фонда Equitas European Funds.
С начала 2010 года, после того, как Казахстан возглавил председательство OSZE, — консультант казахского президента Нурсултана Назарбаева.
С июля 2010 возглавляет наблюдательный совет строительного концерна Strabag SE.
С 31 мая 2011 — совладелец компании Cudos Advisors GmbH.

## Некоторые факты биографии
Юношей, будучи президентом Социалистического Интернационала молодежи, Гузенбауэр во время своего визита в Москву, преклонил колено, что в дальнейшем дало почву его политическим противникам заявить, что он целовал российскую землю. Когда его об этом спросили в одном интервью, Гузенбауэр ответил с улыбкой: «Нет. Просто, вспомнив о ритуале Папы Римского, в аэропорту я тоже преклонил колено. Поцеловать землю мне не позволили тамошние гигиенические условия». (Из книги-интервью с Гузенбауэром Katharina Krawanga-Pfeifer und Armin Thurner «Die Wege entstehen im Gehen»)
В отличие от принципиальной любви своих соотечественников к белому вину Гузенбауэр предпочитает красное, что его политическими противниками использовалось в качестве доказательства недостатка «патриотичности», особенно после того, как он оговорился, назвав президента комиссии ЕС Хозе Мануэля Бароссо господином Бароло (марка итальянского красного вина).

## Награды
- Почетный доктор университета в Herzliya, Israel
- Почетный сенатор Европейской Академии наук и искусств
- Кавалер Большого золотого Почетного знака с звездой за заслуги перед республикой Австрия (2005)
- Кавалер Ордена Большого креста «За заслуги» перед Итальянской республикой (2007)
- Лауреат международной премии «Диалог цивилизаций» — "За укрепление мира и взаимопонимания между народами.

## Цитаты
Из книги-интервью с федеральным канцлером Альфредом Гузенбауэром Katharina Krawanga-Pfeifer und Armin Thurner «Die Wege entstehen im Gehen»:
- «Вино является частью австрийской национальной культуры, что видно из венского песенного наследия, из культуры хойригенов (народных ресторанчиков), из культуры застолья. Даже в самой простой рабочей семье, какой была наша, к воскресному столу полагалась бутылка приличного вина. … Для миллионов австрийцев это абсолютно нормально, когда все вместе садятся за стол, где к хорошей еде будет подан стакан хорошего вина».
- «В детстве на развитие моего характера самое сильное влияние оказала „Хижина дяди Тома“ (Гарриет Бичер-Стоу, пер.). О несправедливости в этой книге говорится в доступной для ребёнка форме. Эта книга произвела на меня сильное впечатление. Думаю, она в какой-то степени подготовила мою „политизацию“, подобные впечатления становятся решающими в судьбе человека».
- «Речь не о… бесцельном идеализме, а о том, чтобы в данных конкретных исторических, экономических и политических условиях добиться максимального улучшения жизненных условий; и этого, я считаю, австрийская социал-демократия добивается совершенном особыми своими путями».
- «Национализация предприятий в Австрии была не результатом победы социалистической революции, а попыткой закрепить австрийское влияние на важнейших предприятиях, которые во времена национал-социализма были немецкой собственностью. Да и вообще, это была единственная возможность спасти имущество данных предприятий. … В 1945 году в Австрии не было достаточно солидного частного капитала, которому было бы по силам приобретение и эксплуатация крупнейших предприятий».
- «Это исторически и эмпирически доказано, что Австрия в эру Крайского вышла из мирового экономического кризиса с наименьшими долгами и наименьшей безработицей по сравнению со всеми другими европейскими государствами».
- «Роман „Волчья шкура“ Ханса Леберта — пример послевоенной истории Австрии. То, что разыгрывается в деревне Швайген (Молчание, прим. пер.), характеризует всю ситуацию в Австрии после 1945 года. Над этой деревней с говорящим названием висит свинцовая туча. О прошлом говорить нельзя, потому что никогда не знаешь, кто на какой стороне стоял, кто виновен, а кто нет. Речь идет о грандиозном вытеснении, а на самом деле это была грандиозная тяжесть. Я считаю переработку австрийской истории необходимой, потому что переработка приносит освобождение. Не раз я задавался вопросом, отчего переработка прошлого оказалась столь тяжелой именно для Австрии».
- «… Я верю, что страна может почерпнуть много сил из здорового патриотизма».
- «… Отграничение на уровне спорта — безопаснейшее отграничение. В прошлые столетия оно выражалось в первую очередь в военных действиях».
- «… Спорт преодолевает классовые и социальные различия. В то время, как культура, играющая огромную роль в сохранении идентичности, чаще всего достигает лишь небольшие группы населения, спорт доступен всем».
- «Нашей футбольной командой мы гордимся лишь тогда, когда она выигрывает, а она делает это не так уж часто. Национальная футбольная команда удовлетворяет обе наши потребности: жажду величия и значимости, с одной стороны, и с другой, бессознательный мазохизм, который у нас в крови».
- «Мы, австрийцы, желаем, чтобы нас любили, совершенно по-особому любили… Мы желаем также, чтобы нас принимали всерьез. Наша уверенность в себе не ограничивается размерами нашей страны. … Мы верим, что наша значимость в мире превосходит наши размеры».
- «Неспособность к разумной культуре споров происходит скорее из традиции соглашательства, чем из преувеличенного стремления к гармонии».
- «Нет, мы ничего не отнимаем у богатых. Но мы оказались сейчас снова в начале 18 столетия. Мы хотим, чтобы для богатых и не богатых был один и тот же порядок. Если кто-то продает пакет акций за 700 миллионов, …он должен точно так же платить налог, как и тот, кто вынужден работать по восемь часов в день, чтобы заработать на жизнь своей семье. Мы не желаем ничего отнимать у богатых, мы ходим только, чтобы для них действовали те же законы, что и для всех остальных».
- «Опасность сегодня представляет собою не „раскулачивание“, а налоговый неофеодализм. Даже просвещенные представители буржуазии и предприниматели придерживаются мнения, что то, что происходит под эгидой идей свободного рынка, настоящее безобразие: чем больше человек зарабатывает, тем меньше налогов он платит… И тогда вся налоговая тяжесть ложится на работающего потребителя».
- «Справедливость — это не только справедливость распределения, но и справедливость шансов».
- «Нет вопросов, в которых 99 процентов населения придерживалось бы одного и того же мнения. Даже за снижение безработицы в Австрии голосует всего 87 процентов. Вопрос: что эти остальные могут иметь против снижения безработицы?»
- «В Австрии обращение с власть имущими достаточно неформально, вплоть до нарушения дистанции. Это связано с размерами и „просматриваемостью“ нашей страны, а также с тем, что власть — категория относительная. … Происходит депатриархиализация всей австрийской политической системы. Сегодня мы представляем собой очень уверенное в себе, современное общество, которое, как порой кажется, подвержено опасности повалиться в другую сторону».
- «Обратной стороной понятия неолиберализм являются понятия социальный и демократический».
- «От государства отказаться невозможно. Если ориентироваться только на рынок, в конце концов мир превратиться из общества в одну большую ярмарку. Государство необходимо для того, чтобы „приручить бестию“. … Бестия рождается, когда каждый руководствуются лишь собственными эгоистическими потребностями. Отсюда происходит, как мы знаем, не разумное целое, а хаос. Цивилизовать, это задача государства. … В задачи государства входит распределение общественных благ и осуществление этого распределения объединёнными усилиями».
- «В ситуации опасности соглашательство может привести к гибели».
- «Я всегда стремился приобретать знания, которые необходимы для того, чтобы стать хорошим государственным деятелем. Ясно, что сюда относятся основы философии, экономики, а также основы права. У меня было об этом довольно четкое представление».
- «Предрассудки раздражали меня уже в юности. В маленьком городе они играют особенно большую роль. … На примере устного переноса „новостей“ локального масштаба мы видим основной принцип функционирования медиального общества».
- «Я большой любитель русской литературы, прежде всего творчества Ивана Сергеевича Тургенева. … Я нахожу, что это сильно освежает мозг, когда приходится за день прочитывать о самых разных вещах в различных жанрах. Когда устаешь от чтения, самое разумное не прекращать чтение, а читать что-то другое. По меньшей мере, это мой метод. Подходит ли он каждому, я не знаю».
- «Писать надо о том, что ты хорошо понимаешь».
- «Большая часть СМИ видит свою обязанность в том, чтобы освещать каждую сенсацию, каждый будничный конфликт, каждый спор не в дифференцированном предметном рассмотрении темы с целью найти подходящее решение, в этом они видят чистый яд для своих целей»… Драма австрийской политики в том, что журналисты и так называемые политэксперты ежедневно вращаются не нескольких квадратных метрах в не более десятка венских заведений, где все друг другу рассказывают одно и то же.
- «Когда зло сочетается с умом, это становится опасным, если же его партнером становится глупость, это всегда смешно».
- «Вероятно, Европа — лучшее место на Земле. …Нет большего счастья, чем родится в правильное время и в правильном месте. К сожалению, мы не можем этого выбирать».
- «Идея государства благосостояния была изобретена перед второй мировой войной в США и в Великобритании. И не только под давлением геополитических разногласий между США и Советским Союзом, но также и из-за разногласий внутри Европы. Речь шла о том, чтобы помешать росту привлекательности коммунистического общества. … Развитие государства благосостояния было мотивировано тем, чтобы иммунизировать рабочее движение против коммунизма. Эти же основные вопросы стояли и у истоков объединённой Европы».
- «Что непосредственно влияет на жизнь людей? Не какие-то там анонимные силы глобализации, а политические решения, касающиеся детских садов, школ, шансов на образование, безопасности, жилья, общественного климата свободы и толерантности».
- «Одни восприняли 1945 год как освобождение, а другие как поражение».

Из интервью Альфреда Гузенбауэра газете DER STANDARD, 13./14.9.2008:
- «Хорош политик или плох, изменил ли он что-либо в истории, на эти вопросы ответ даст сама история».
- «Что делает наше время более цивилизованным, так это то, что в условиях демократии борьба осуществляется не при помощи оружия. Сегодня наряду с известными политическими орудиями, такими как рассудок или сила убеждения, существуют также тайные виды оружия: ложь, манипуляция, низость, нечистоплотность. Но и это лучше, чем бомбы… Сегодня война ведется при помощи СМИ».
- «Надо добросовестно делать своё дело так долго, как только у тебя хватит сил».